# Grand Prix automobile de Grande-Bretagne 1986
Résultats du Grand Prix de Grande-Bretagne de Formule 1 1986 qui a eu lieu sur le circuit de Brands Hatch le 13 juillet 1986.

## Classement

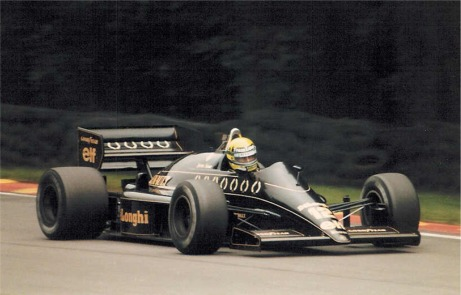
Ayrton Senna sur Lotus au Grand Prix de Grande-Bretagne 1986

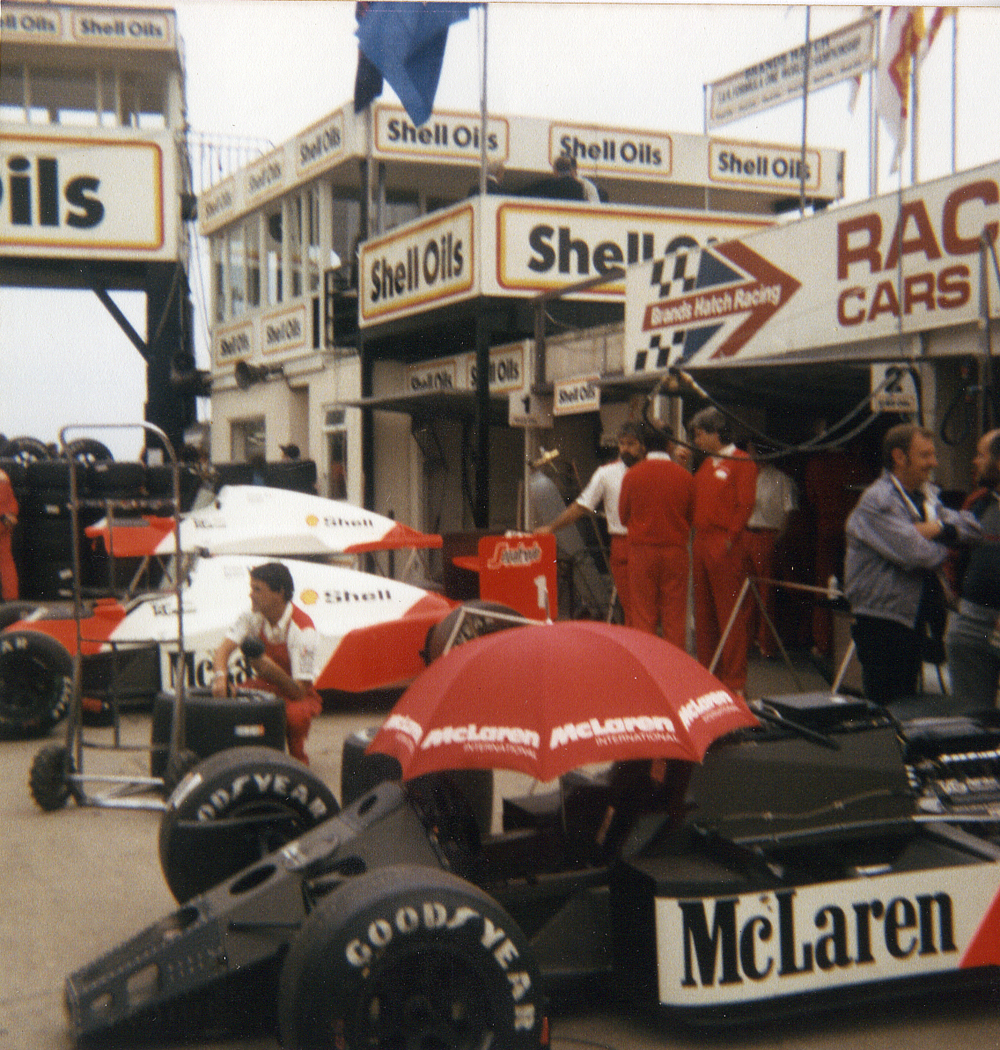
Stands McLaren au Grand Prix de Grande-Bretagne 1986

| Pos. | No | Pilote             | Écurie                 | Tours | Temps/Abandon                      | Grille | Points |
| ---- | -- | ------------------ | ---------------------- | ----- | ---------------------------------- | ------ | ------ |
| 1    | 5  | Nigel Mansell      | Williams-Honda         | 75    | 1 h 30 min 38 s 471 (208,862 km/h) | 2      | 9      |
| 2    | 6  | Nelson Piquet      | Williams-Honda         | 75    | + 5 s 574                          | 1      | 6      |
| 3    | 1  | Alain Prost        | McLaren-TAG            | 74    | + 1 tour                           | 6      | 4      |
| 4    | 25 | René Arnoux        | Ligier-Renault         | 73    | + 2 tours                          | 8      | 3      |
| 5    | 3  | Martin Brundle     | Tyrrell-Renault        | 72    | + 3 tours                          | 11     | 2      |
| 6    | 4  | Philippe Streiff   | Tyrrell-Renault        | 72    | + 3 tours                          | 16     | 1      |
| 7    | 11 | Johnny Dumfries    | Lotus-Renault          | 72    | + 3 tours                          | 10     |        |
| 8    | 8  | Derek Warwick      | Brabham-BMW            | 72    | + 3 tours                          | 9      |        |
| 9    | 14 | Jonathan Palmer    | Zakspeed               | 69    | + 6 tours                          | 22     |        |
| Nc.  | 18 | Thierry Boutsen    | Arrows-BMW             | 62    | Non classé                         | 13     |        |
| Abd. | 16 | Patrick Tambay     | Lola-Ford              | 60    | Boîte de vitesses                  | 17     |        |
| Abd. | 27 | Michele Alboreto   | Ferrari                | 51    | Turbo                              | 12     |        |
| Abd. | 24 | Alessandro Nannini | Minardi-Motori Moderni | 50    | Transmission                       | 20     |        |
| Abd. | 19 | Teo Fabi           | Benetton-BMW           | 45    | Pompe à essence                    | 7      |        |
| Abd. | 7  | Riccardo Patrese   | Brabham-BMW            | 39    | Moteur                             | 15     |        |
| Abd. | 12 | Ayrton Senna       | Lotus-Renault          | 27    | Boîte de vitesses                  | 3      |        |
| Abd. | 29 | Huub Rothengatter  | Zakspeed               | 24    | Surchauffe                         | 25     |        |
| Abd. | 23 | Andrea De Cesaris  | Minardi-Motori Moderni | 23    | Alternateur                        | 21     |        |
| Abd. | 20 | Gerhard Berger     | Benetton-BMW           | 22    | Panne électrique                   | 4      |        |
| Abd. | 15 | Alan Jones         | Lola-Ford              | 22    | Accélérateur                       | 14     |        |
| Abd. | 28 | Stefan Johansson   | Ferrari                | 20    | Radiateur                          | 18     |        |
| Abd. | 2  | Keke Rosberg       | McLaren-TAG            | 7     | Boîte de vitesses                  | 5      |        |
| Abd. | 26 | Jacques Laffite    | Ligier-Renault         | 0     | Collision                          | 19     |        |
| Abd. | 17 | Christian Danner   | Arrows-BMW             | 0     | Collision                          | 23     |        |
| Abd. | 21 | Piercarlo Ghinzani | Osella-Alfa Romeo      | 0     | Collision                          | 24     |        |
| Abd. | 22 | Allen Berg         | Osella-Alfa Romeo      | 0     | Collision                          | 26     |        |

## Pole position et record du tour
- Pole position : Nelson Piquet en 1 min 06 s 961 (vitesse moyenne : 226,179 km/h).
- Meilleur tour en course : Nigel Mansell en 1 min 09 s 593 au 69e tour (vitesse moyenne : 217,625 km/h).

## Tours en tête
- Nelson Piquet : 22 (1-22)
- Nigel Mansell : 53 (23-75)

## À noter
- 6e victoire pour Nigel Mansell.
- 27e victoire pour Williams en tant que constructeur.
- 12e victoire pour Honda en tant que motoriste.
- 176e et dernier Grand Prix pour Jacques Laffite qui égale le record de participations Graham Hill datant de 1975.
- Un accrochage au départ élimine quatre voitures : Christian Danner, Piercarlo Ghinzani, Allen Berg et Jacques Laffite, qui se casse les deux jambes et devra mettre fin à sa carrière en Formule 1.